# Ermsleben
Ermsleben ist ein Ortsteil der Stadt Falkenstein/Harz im Landkreis Harz in Sachsen-Anhalt.

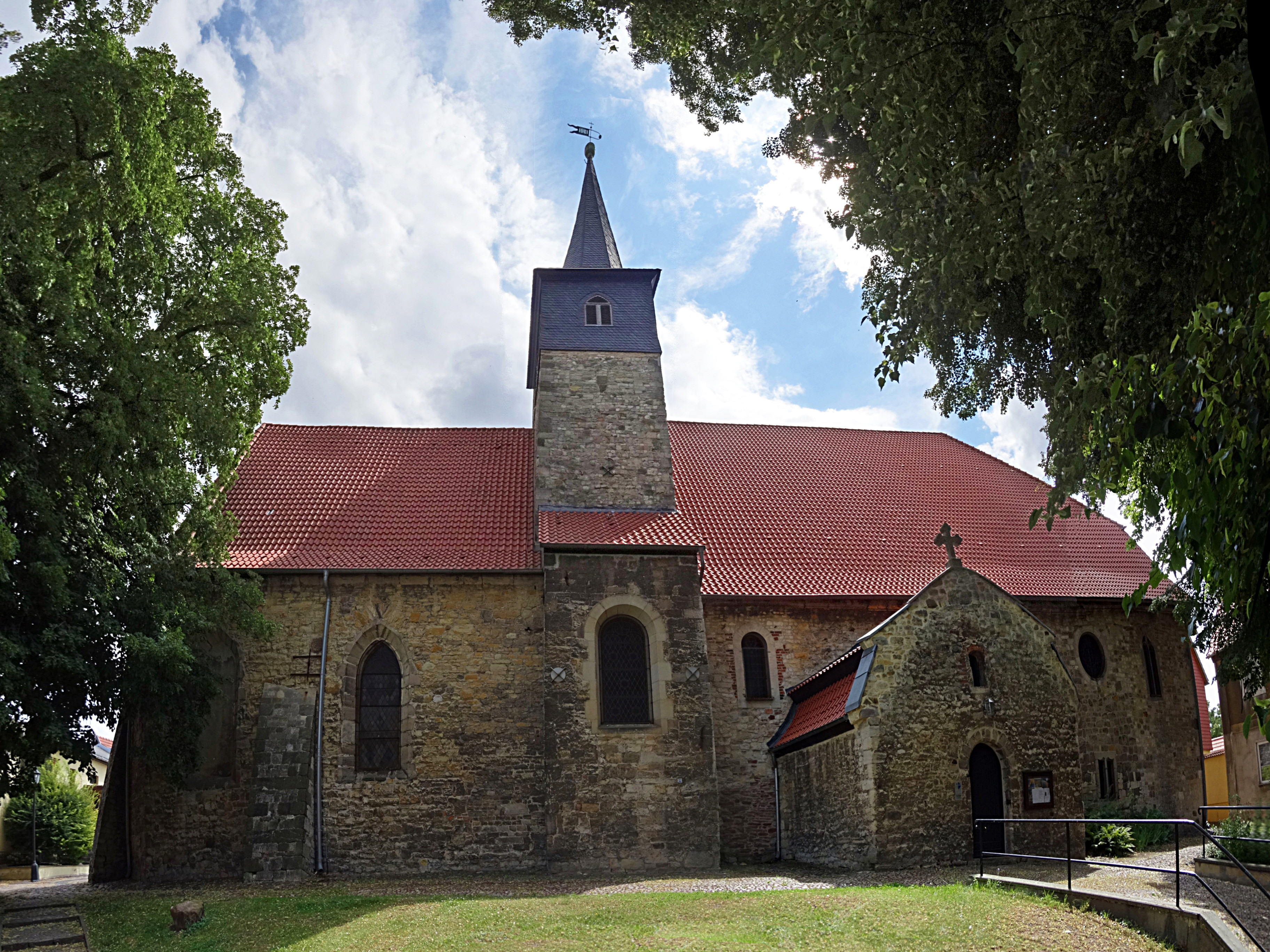
Romanische Stadtkirche St. Sixtus

Im Stadtteil Ermsleben befindet sich der Verwaltungssitz der Stadt.

## Geografie
Die Stadt liegt am Nordostrand des Harzes. Die Selke durchfließt den Ort, in dem mehrere Teiche liegen. Dazu gehört auch der Pappelteich.

## Geschichte
Ermsleben wurde im Jahre 1045 unter dem Namen „Anegremislebo“ als Besitztum der Grafen Falkenstein erstmals urkundlich erwähnt. Schon 1298 wurde der Ort als „oppidum“ (kleine Stadt) bezeichnet. 1296 wird die Kirche St. Sixtus, die später mehrfach baulich verändert wurde, erstmals erwähnt. Im Jahr 2014 wurden Eichenbalken im Turm dendrochronologisch auf das Jahr 1070 datiert. Das Landesamt für Denkmalpflege und Archäologie Sachsen-Anhalt nannte St. Sixtus in diesem Zusammenhang „älteste datierte Stadtpfarrkirche Sachsen-Anhalts“. Der Ort erhielt 1530 das Marktrecht.
Zum 1. Oktober 1938 wurde die Gemeinde Sinsleben in die Stadt Ermsleben eingemeindet.
Seit 1992 war Ermsleben Sitz der Verwaltungsgemeinschaft Falkenstein/Harz, die am 1. Januar 2002 in eine Stadt umgewandelt wurde.

## Politik

### Wappen
| | Blasonierung: „In Blau über einer durchgehenden schwarz gefugten silbernen Zinnenmauer mit offenem Tor ein dreistöckiger silberner Zinnenturm mit 9 (3:3) schwarzen Rundbogenfensteröffnungen und rotem Spitzdach, begleitet rechts von einem schwebenden gespaltenen Wappenschild – vorn in Silber ein schwarzer Adler am Spalt, hinten von Rot über Silber dreimal geteilt – links von einem schwebenden silbernen Spangenhelm mit silbernen Decken und offenem schwarzen Flug; auf der Dachspitze ein flugbereit sitzender, linksgewendeter goldener Falke zwischen zwei zugewendet fliegenden goldenen Falken.“ |
| Wappenbegründung: Die Farben des Ortes sind Rot - Weiß (Silber). Das Wappen entstand wahrscheinlich im 16. Jahrhundert erstmals zeigt ein Siegel vom Ende des 16. Jahrhunderts das Bild mit der Umschrift SIGILLUM CIVIUM DE ERMSLEBEN. Mauer und Turm kennzeichnen Ermsleben als Stadt, während sowohl Schild und Helm, als auch die drei Falken auf die Grafen von Valkenstein als einstige Grundherren der Stadt hinweisen. Das Wappen wurde von dem Heraldiker Frank Jung gestaltet und am 14. März 2000 durch das Regierungspräsidium Magdeburg genehmigt. | |

### Flagge
Die Flagge ist rot - weiß (1:1) gestreift (Hissflagge: Streifen von oben nach unten, Querflagge: Streifen von links nach rechts verlaufend) mit dem aufgelegten Wappen der Stadt.

## Wirtschaft und Infrastruktur

### Wirtschaft
In Ermsleben haben sich mehrere Unternehmen angesiedelt wie Tonfunk, ein Fertigungsdienstleister für Originalausrüstungshersteller (OEM), der sich als Anbieter von der Leiterplattenbestückung bis zur Montage kompletter elektronischer Baugruppen, Geräte und Systeme im Markt für Electronic Manufacturing Services (EMS) etabliert hat. Ferner gibt es in Ermsleben die Kominex Mineralmahlwerk GmbH, ein Unternehmen mit Produkten für die unterschiedlichsten Anwendungen in den Bereichen Strahl- und Oberflächentechnik und die Verwertung von Abfällen. Auch die Firma Feickert, die deutschlandweit agiert, hat in Ermsleben einen Firmensitz.

### Verkehr
Der Bahnhof in Ermsleben liegt an der Bahnstrecke Frose–Quedlinburg, welche seit 2004 nicht mehr befahren wird.
Der öffentliche Personennahverkehr wird unter anderem durch den PlusBus des Landesnetzes Sachsen-Anhalt erbracht. Folgende Verbindung führt durch Ermsleben:
- Linie 240: Quedlinburg ↔ Gernrode ↔ Ballenstedt ↔ Ermsleben ↔ Aschersleben

Durch weitere Buslinien der Harzer Verkehrsbetriebe ist Ermsleben auch aus Pansfelde über Endorf und Reinstedt erreichbar.
Die Bundesstraße 185 von Ballenstedt nach Aschersleben durchquert Ermsleben.
Durch den Ort verläuft der Europaradweg R1.

## Söhne und Töchter der Stadt
- Joachim Ramdohr (1587–1667), Bauherr und Magistratsmitglied in Aschersleben
- Johann Wilhelm Ludwig Gleim (1719–1803), Dichter
- Friedrich Eberhard Siegmund Günther von Goeckingk (1738–1813), preußischer General
- Johann Heinrich Christian Barby (1765–1837), Pädagoge und Philologe in Berlin
- Wilhelm Gottlieb Hankel (1814–1899), Physiker
- Carl Albert Dauthendey (1819–1896), Fotograf
- Oswald Bertram (1827–1876), Buchhändler und Verleger
- Werner Sombart (1863–1941), Soziologe und Volkswirt, 1938 zum Ehrenbürger von Ermsleben ernannt
- Carl Delius (1874–1953), Politiker der DDP
- Klaus Friedrich (* 1945), Geograph, Sozialgeograph und Hochschullehrer
- Inge Schneider (1947–2021), Filmeditorin

## Kulturdenkmale
Ermselben besitzt 84 Bauwerke, die in der Liste der Kulturdenkmale in Falkenstein aufgezählt und mit Foto abgebildet sind. Bodendenkmale sind in der Liste der Bodendenkmale in Falkenstein/Harz verzeichnet. Darunter befindet sich der:
Nagelstein

Der an einen Menhir erinnernde Nagelstein von Ermsleben steht vor dem Rathaus. Er hat eine Höhe von etwa 2,3 Meter. Im unteren Drittel ist er zerbrochen und wurde wieder zusammengefügt. In seine Seiten sowie in den oberen flachen Bereich wurden im Laufe der Zeit unzählige Nägel eingeschlagen.